# In der Klemme
In der Klemme (Originaltitel Desperate) ist ein US-amerikanischer Film noir unter Regie von Anthony Mann aus dem Jahr 1947.

## Handlung
Der seit vier Monaten verheiratete LKW-Fahrer und Ex-Soldat Steve Randall erhält von einem Bekannten das Angebot, für nur eine Fahrt 50 Dollar zu verdienen. Da das Geld knapp ist, sagt er sofort zu. Erst als er am Treffpunkt angekommen ist, erfährt er, dass es sich um den Abtransport von Diebesgut handelt. Steve möchte nicht teilnehmen, wird aber von dem Gangsterboss Walt Radak gezwungen. Während des Diebstahls kann Steve einen Polizisten aufmerksam machen, der bei der nachfolgenden Schießerei von Walts jüngerem Bruder Al erschossen wird. Bis auf Al können alle Gangster entkommen. Walt Radak macht Steve für das Misslingen des Überfalls verantwortlich und schlägt ihn zusammen. Er fordert, dass Steve für Al den Mord an dem Polizisten gestehen soll, anderenfalls werde er Steves Ehefrau Anne bis zur Unkenntlichkeit misshandeln.
Steve scheint zunächst auf Walts Forderung einzugehen, nutzt dann aber eine Chance zur Flucht. Er und Anne verlassen die Stadt, doch die Schwangerschaft von Anne und die eingeleitete Fahndung der Polizei nach Steve verkomplizieren die Flucht. Schließlich wird das junge Paar von Annes Onkel und Tante im ländlichen Minnesota herzlich aufgenommen. Steve möchte sich, nachdem er seine Frau in Sicherheit gebracht hat, nun stellen. Er sucht den Polizeikommissar Ferrari auf und schildert ihm den wahren Ablauf. Ferrari glaubt Steve nicht, lässt ihn aber dennoch laufen, da er hofft, durch Steve auch Gangsterbande aufspüren zu können. Walt hat inzwischen den Privatdetektiv Pete Lavitch auf die Suche nach Steve geschickt. Pete findet Steve in Minnesota und berichtet Walt Radak davon. Der möchte sich sofort rächen, doch die Polizei spürt das Versteck der Gangster auf, und der zwar entkommene, aber verletzte Walt muss sich mehrere Monate auskurieren.
Nach einigen Monaten haben sich Steve und Anne in dem Dorf eingelebt und sogar kirchlich geheiratet. Als Anne kurz vor der Entbindung steht, tauchen der inzwischen genesene Walt Radak und sein Handlanger Reynolds in dem Dorf auf. Steve und die hochschwangere Anne müssen schleunigst flüchten. Bei Annes Entbindung im Krankenhaus trifft er zufällig auf einen Versicherungskaufmann, der ihm eine Lebensversicherung über 5000 Dollar ausstellt. Nachdem seine Frau aus dem Krankenhaus entlassen ist, schickt Steve diese nach Kalifornien fort, da er weiß, dass Walt und Reynolds ihm wieder auf der Spur sind und er es auf eine finale Auseinandersetzung ankommen lassen will. Die Hinrichtung von Al steht unmittelbar bevor und Walt sinnt auf Rache für seinen Bruder. Steve trifft unterdessen erneut auf Kommissar Ferrari, der inzwischen von Steves Unschuld weiß, ihn aber als Köder für Walt benutzen möchte.
Steve wird in seinem Appartement von Walt überrascht, der ihn um Mitternacht töten möchte – zu derselben Zeit, wenn auch sein Bruder Al auf dem Elektrischen Stuhl sitzt. Kurz vor Mitternacht trifft allerdings die Polizei ein. Steve liefert sich im Treppenhaus eine Schießerei mit Walt und kann diesen erschießen. Ferrari entlastet Steve offiziell, der nun nach Kalifornien zu seiner Frau und seiner neugeborenen Tochter reisen möchte.

## Produktionshintergrund
Laut Anthony Manns Biografin Ines Bayer war Desperate der erste einer Reihe von Film noirs des Regisseurs, die sich durchschnittlichen Männern widmen, die in ihrem Alltag in Katastrophen hineingeraten. Die jeweiligen Figuren wirken dabei oft wie ein Spielball höherer Kräfte. Es war zugleich auch der letzte Film für sein bisheriges Studio RKO Radio Pictures, die ihm gegen seinen Willen überwiegend nur Komödien und Musicals zur Regie gaben. Mann hatte nach eigenen Angaben mit Dorothy Atlas das erste Treatment für Desperate verfasst. RKO bot ihm 5000 US-Dollar für das Treatment, woraufhin er es dem Studio gratis unter der Bedingung übergab, dass er Regie führen durfte.
Die Szenenbildner des Films waren Albert S. D’Agostino, Walter E. Keller und Darrell Silvera; Roy Granville und Earl A. Wolcott verantworteten den Ton; Constantin Bakaleinikoff spielte als Musikdirektor die Filmmusik von Paul Sawtell ein. Desperate, gemessen an den Produktionsumständen ein B-Film, wurde zwischen November und Dezember 1946 gedreht und erschien im Juni 1947 in den amerikanischen Kinos.

## Kritiken
Laut dem All Movie Guide zeige sich bei diesem B-Movie-Frühwerk des später berühmten Hollywood-Regisseurs Anthony Mann bereits sein Regietalent. Der Film biete „sauber und überzeugend gezeichnete Figuren“, allen voran Steve Brodies gutmütige Hauptfigur sowie Raymond Burrs psychopathischer Schurken, sowie „eine glaubwürdige düstere Situation für den Helden“. Das Drehbuch biete eine gute Liebesgeschichte, welche die beiden Hauptfiguren gleichzeitig glaubwürdiger mache, únd sei auch auf „leise Weise erschütternd“ in der Zeichnung des Polizeikommissars Ferrari, der Steve zunächst schnell vorverurteile und dann sein Leben auf der Jagd nach Walt gefährde. Insgesamt sei es ein „niedrigpreisiger, hochqualitativer Thriller“ (low-rent, high-quality thriller).
Der Filmdienst notierte: „Frühes Beispiel des „film noir“, das geschickt die dunkle, mysteriöse und gefährliche Nachtseite der kriminellen Unterwelt herausarbeitet, mit der blassen Durchschnittlichkeit des Kleinstadtalltags aber nur wenig anzufangen weiß.“
Laut Eddie Muller in seinem Buch Dark City ist der Regiestil von Anthony Mann bei Desperate und seinen nachfolgenden B-Movie-Noirs „teilweise brutal“ und von einer „unerwarteten Dringlichkeit“, der Erzählstil sei „schnell und nahtlos“. Desperate profitiere visuell von der genialen Lichtsetzung des Kameramannes George Diskant. Anthony Mann sei unübertroffen bei Geschichten wie Desperate gewesen, bei denen das Böse der menschlichen Natur die durchschnittlichen Leute bedrohe, die friedliche, rationale Leben führen wollten. „Häusliche Szenen mit geduldiger Liebligkeit“ würden direkt von Szenen mit „erschreckender Gewalt“ abgewechselt.